# Pingasa pacifica
Pingasa pacifica là một loài bướm đêm trong họ Geometridae.